# アイオン (LRT)
アイオン（英語: Ion）は、カナダ・オンタリオ州ウォータールー地域でグランド・リバー交通局により運行中のライトレール（LRT）、バス・ラピッド・トランジット（BRT）である。建設工事は2014年に開始されており、2019年6月21日に開業した。LRT路線ながらも貨物列車の運行も行われる特殊な路線である。

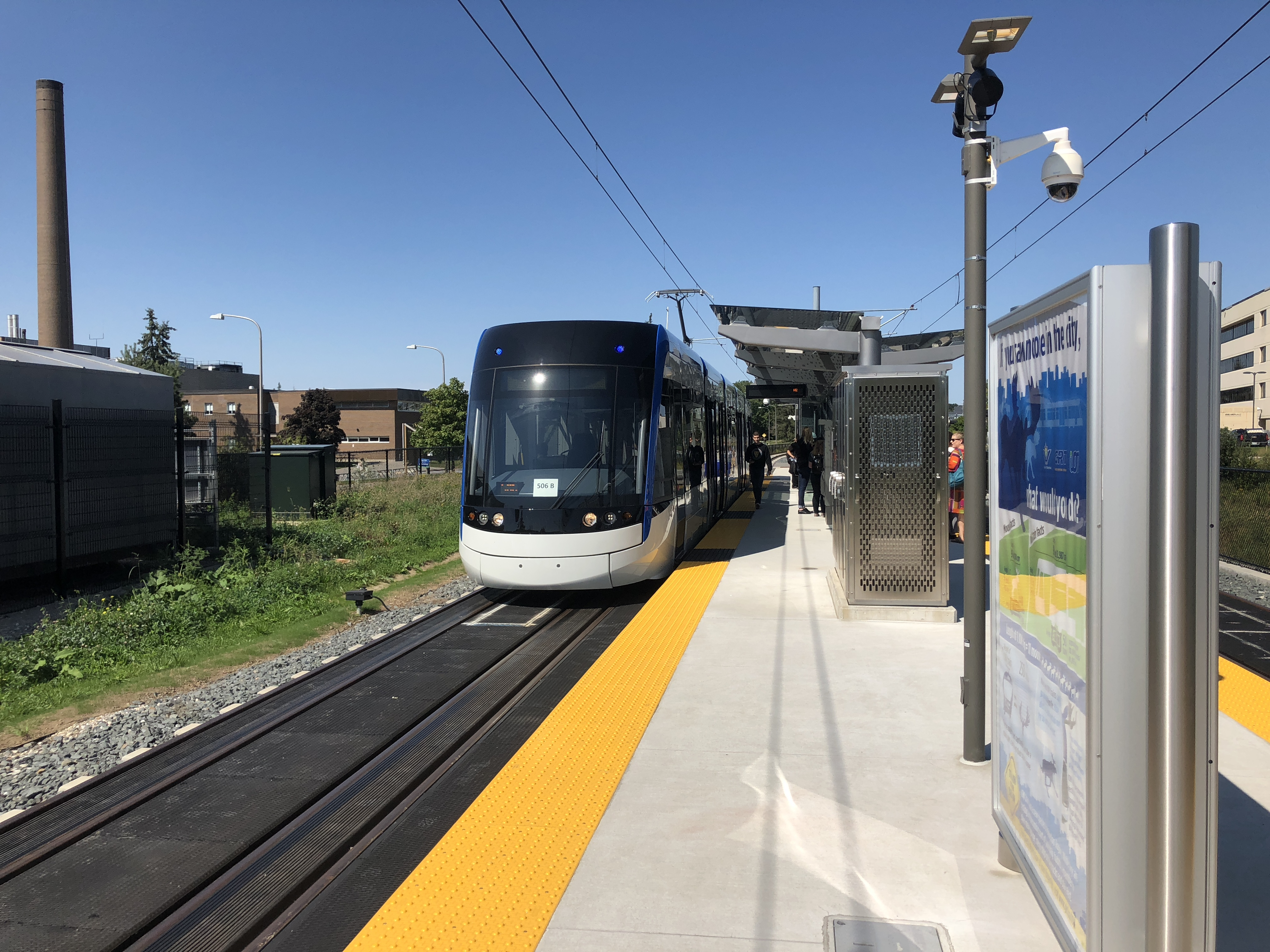
ウォータールー大学駅とフレキシティー・フリーダム

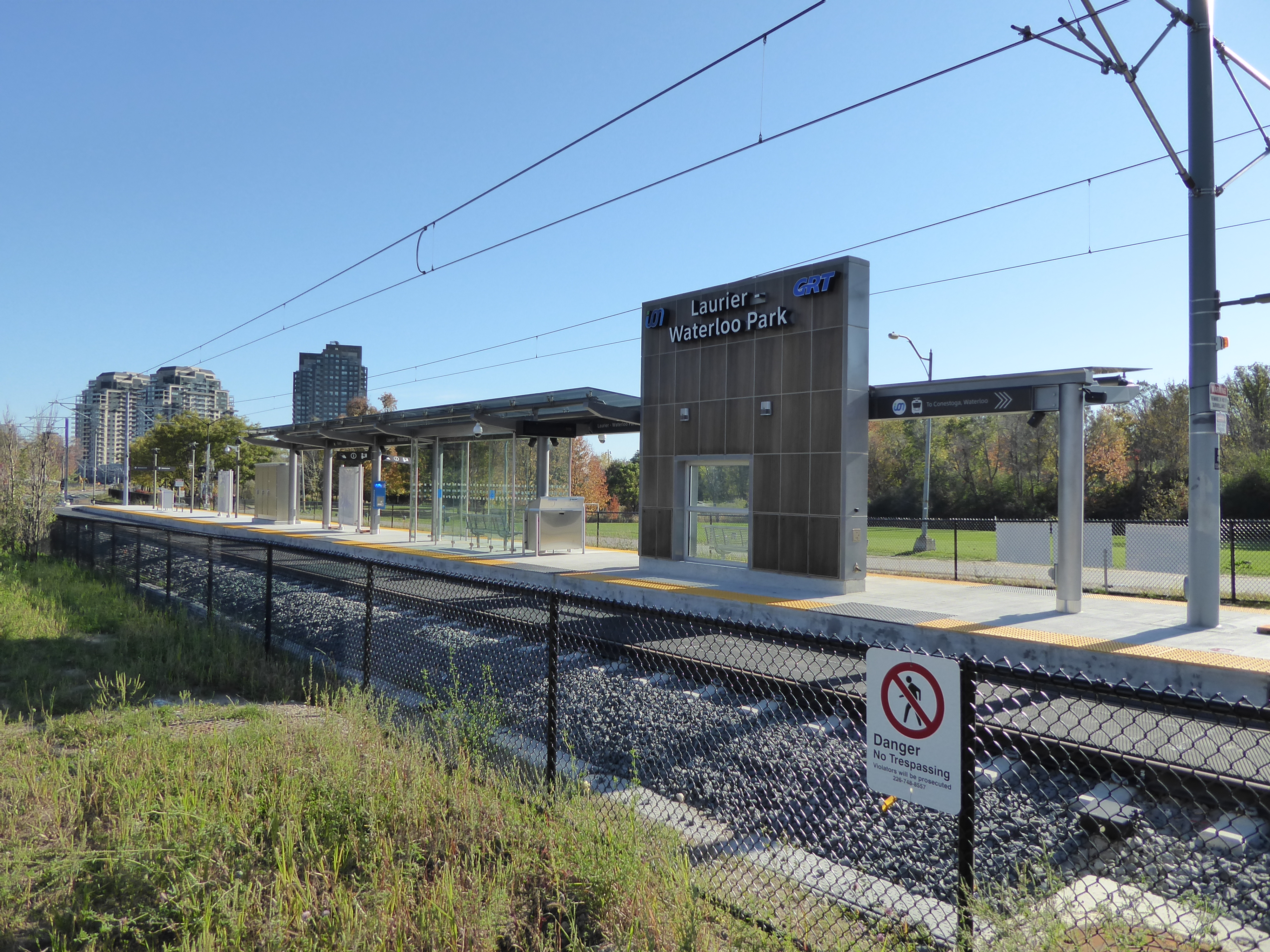
ローリエ-ウォータールー公園駅

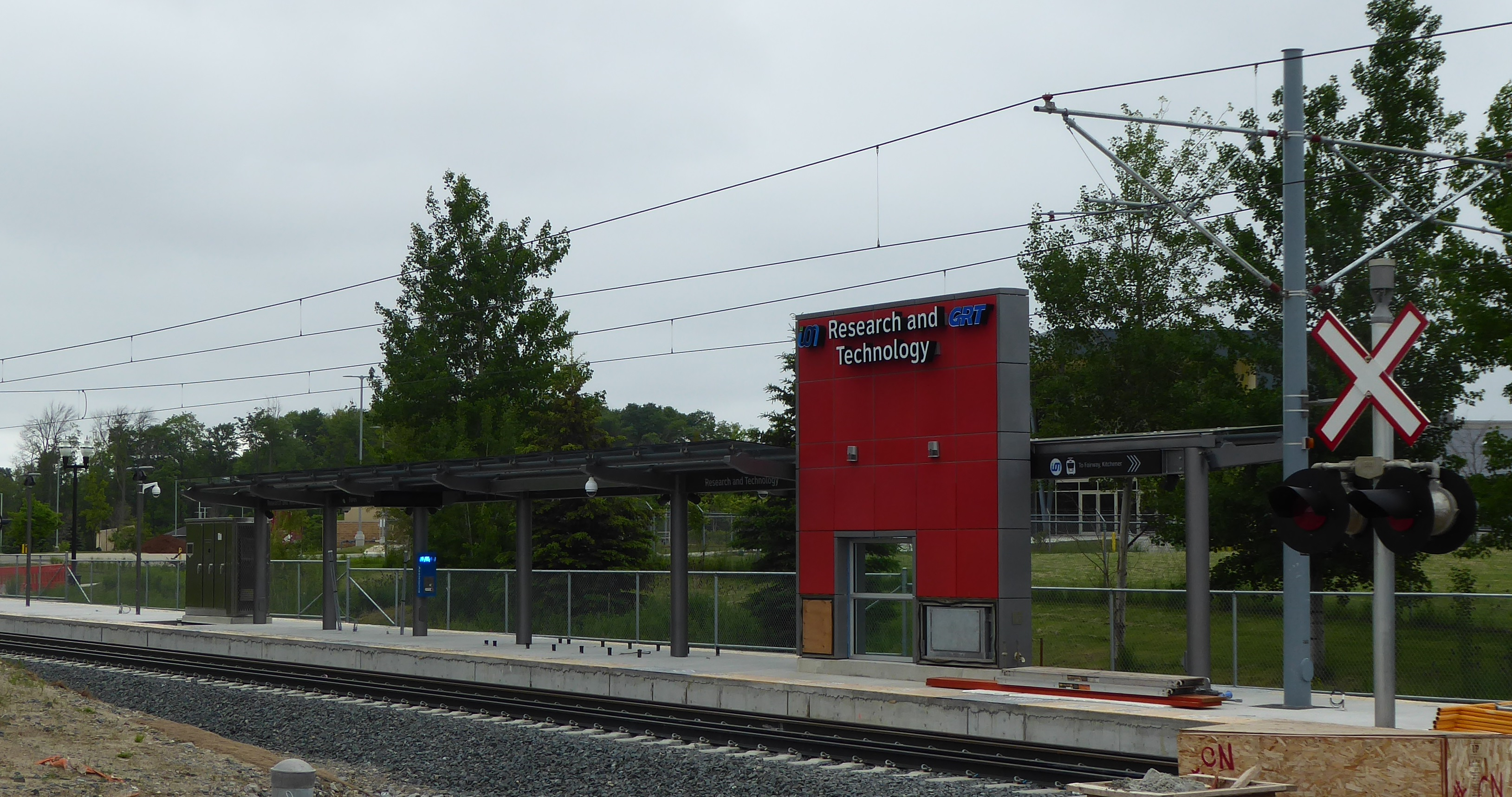
リサーチアンドテクノロジー駅

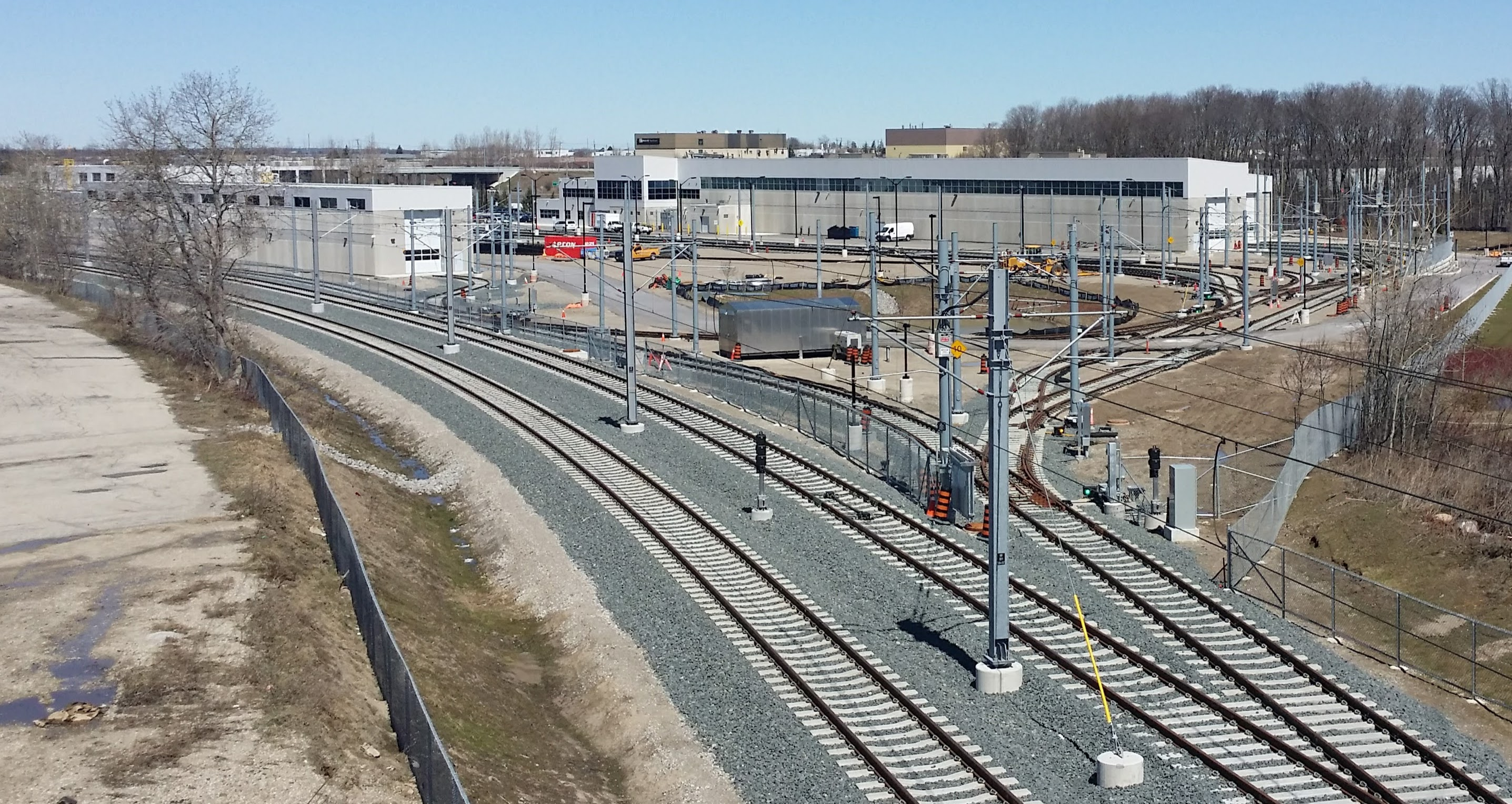
車両基地・整備場

## 概要
2009年に環境アセスメントがキッチナーとウォータールーを結ぶLRTと、ケンブリッジへのBRTを含む計画を提案。地域議会が賛成多数で可決され、オンタリオ州と連邦政府への財政支援の要請を開始した。その後2011年に第1フェーズの予算案が地域議会で可決。2014年に建設が開始されている。

## 名前
IONと言う名は3年間にかけ住民から意見を4,000以上収集し、住民から好まれたものとし有識者で決定。電荷を帯びた原子であるイオン、そしてギリシャ語のIónは移動を意味する語感も含む。また直結するiXpressやグランドリバー交通局路線ともつながる語感があるとされている。ウォータールー地域と同様にスマートで未来志向、常に前進し、最先端な交通システムと言う印象を持つ。

## 歴史
- 2004年 - ウォータールー地域が、LRT路線の建設により低予算で地域の成長を支える公共交通網の大幅な改善策の可能性について検討を開始。この環境アセスメントは3つのフェーズから成る。
  - 2006年7月 - 道路の拡張、既存の交通網の改善、LRT建設等の選択肢のうちから戦略を決定（第1フェーズ）。
  - 2007年2月 - ルート設計（独立路線、道路内、道路外）と技術要件を決定。環境アセスメントではLRT、BRT、モノレールと地下鉄など10種類を検討した。LRTとBRTが地域成長管理戦略に照らし最適と決定（第2フェーズ・第1ステップ）。
  - 2008年 - LRT 7箇所のルート設計と技術要件を絞り込む（第2フェーズ・第2ステップ）。
  - 2008年6月 - LRTルート全体設計の提案実施（第2フェーズ・第3ステップ）。
  - 2009年6月 - LRT路線の総合実行計画設計の完了予定だった（第3フェーズ）。
- 2008年6月 - オンタリオ州政府は早期実現に向けて新しい交通プロジェクトアセスメント計画を発表。
- 2008年8月 - ウォータールー地域はオンタリオ州環境省に対し、新計画に移行すると連絡。
- 2009年6月24日 - 地域議会はこの計画を承認、ウォータールー地域はこの総予算7億9000万ドルの計画に対し、州政府と連邦政府に対し財政支援を申請し討議。この際LRTが新交通システムに最善の選択であると絞り込まれた。
- 2010年夏 -州政府と連邦政府からの財政支援は、オンタリオ州から3億ドル、連邦政府から2億6500万ドル（または総費用の1/3まで）と発表された。
- 2013年6月10日 - Waterloo Region Recordは、メトロリンクスのボンバルディア・トランスポーテーションとの契約に参加する形で、14両の車両（フレキシティー・フリーダム）の購入（必要であればさらに14両追加購入可能）を最終決定したと報じた[2]。
- 2014年8月 - 建設開始
- 2016年末 - 建設は保守施設、地下電化工事を含め90%終了[3]。
- 2017年 - 2017年開業予定が延期。ボンバルディア・トランスポーテーションは検査用のLRV車両を納入[4]。この時期、自治体は第1区間開業を2018年初頭と発表[5]。第2区間は2011に決定していたものの、最終計画決定は2017年中頃にずれ込んだ[6][7]。
- 2019年6月21日 - 開業 (第1区間)、7月1日まで無料

## 駅一覧
地域議会で承認されたルートは、道路上と道路外の組み合わせとなっている。
| 駅名                                   | 営業キロ | 接続路線、施設                                                                                          | 所在地         |
| -------------------------------------- | -------- | --- | -------------- |
| コネストガ駅                           | 0.0      | コネストガモール(en:Conestoga Mall)                                                                     | ウォータールー |
| ノースフィールド駅                     |          | en:Waterloo Central Railway                                                                             | ウォータールー |
| リサーチアンドテクノロジー駅           |          | R&T 公園                                                                                                | ウォータールー |
| ウォータールー大学駅                   |          | ウォータールー大学                                                                                      | ウォータールー |
| ローリエ-ウォータールー公園駅          |          | ウィルフリッド・ローリエ大学、ウォータールー公園                                                        | ウォータールー |
| ウォータールー・パブリック・スクエア駅 |          | | ウォータールー |
| ウィリス通り駅                         |          | | ウォータールー |
| アレン駅                               |          | | ウォータールー |
| グランドリバー病院駅                   |          | グランドリバー病院                                                                                      | キッチナー     |
| キッチナー中央駅                       |          | キッチナー駅(VIA鉄道、GOトランジットキッチナー線)、en:Goderich–Exeter Railway、ウォータールー大学薬学部 | キッチナー     |
| キッチナー市庁舎駅                     |          | キッチナー市庁、ウィルフリッド・ローリエ大学社会学部                                                    | キッチナー     |
| ビクトリア公園駅                       |          | (en:Charles St. Transit Terminal)、ビクトリア公園                                                       | キッチナー     |
| フレデリック駅                         |          | | キッチナー     |
| クィーン駅                             |          | | キッチナー     |
| キッチナー・マーケット駅               |          | | キッチナー     |
| ボーデン駅                             |          | | キッチナー     |
| ミル駅                                 |          | | キッチナー     |
| ブロックライン駅                       |          | | キッチナー     |
| フェアウェイ駅                         | 19.0     | | キッチナー     |

### 延伸計画区間
| 駅名                                     | 営業キロ | 接続路線、施設                                  | 所在地       |
| ---------------------------------------- | -------- | ----------------------------------------------- | ------------ |
| フェアビューパーク駅                     |          | フェアビューパークモール(en:Fairview Park Mall) | キッチナー   |
| スポーツワールド駅(予定)                 |          | コストコ                                        | キッチナー   |
| プレストン駅(予定)                       |          |                                                 | ケンブリッジ |
| ヘスピラー/イーグル駅(予定)              |          |                                                 | ケンブリッジ |
| ケンブリッジセンター駅(予定)             |          | ケンブリッジセンター (en:Cambridge Center)      | ケンブリッジ |
| カンアメラパークウェイ駅(予定)           |          |                                                 | ケンブリッジ |
| デルタ駅(予定)                           |          | GOトランジットミルトン線ケンブリッジ駅(予定)    | ケンブリッジ |
| エインズリーストリートターミナル駅(予定) | 37       | (en:Ainslie St. Transit Terminal)               | ケンブリッジ |

### 運行
5時から深夜1時まででラッシュ時は8分間隔、日中は10分 - 15分間隔での運行となる。また、午前1時 - 5時までの間の深夜時間帯は貨物列車（en:Goderich–Exeter Railway）の運行も行われる。貨物列車は車体幅が広いために各駅構内は単複線の構造となる。

### 車両
- フレキシティ・フリーダム（Flexity Freedom） （路面電車車両）
- ニューフライヤー・エクセルシオール（英語版）（New Flyer Xcelsior） （BRT車両）

## aBRT
aBRT（adapted bus rapid transit）は、2015年9月に開業した、フェアビューパークモールからエインズリーストリートターミナルまでを結ぶバス路線。2019年6月24日からはルート302（ION Bus）となる。バス停は次の通り。
- フェアビューパークモール - スポーツワールド（電車の駅とは距離がある） - ヘスピラー/イーグル - ケンブリッジセンターモール - カンアメラパークウェイ - デルタ - エインズリーストリートターミナル

ルート302のバス停は次の通り。
- フェアウェイ（フェアウェイ駅は乗り換え） - スポーツワールド - パインブッシュ - ケンブリッジセンター - カンアメラ - デルタ - エインズリー

## ギャラリー

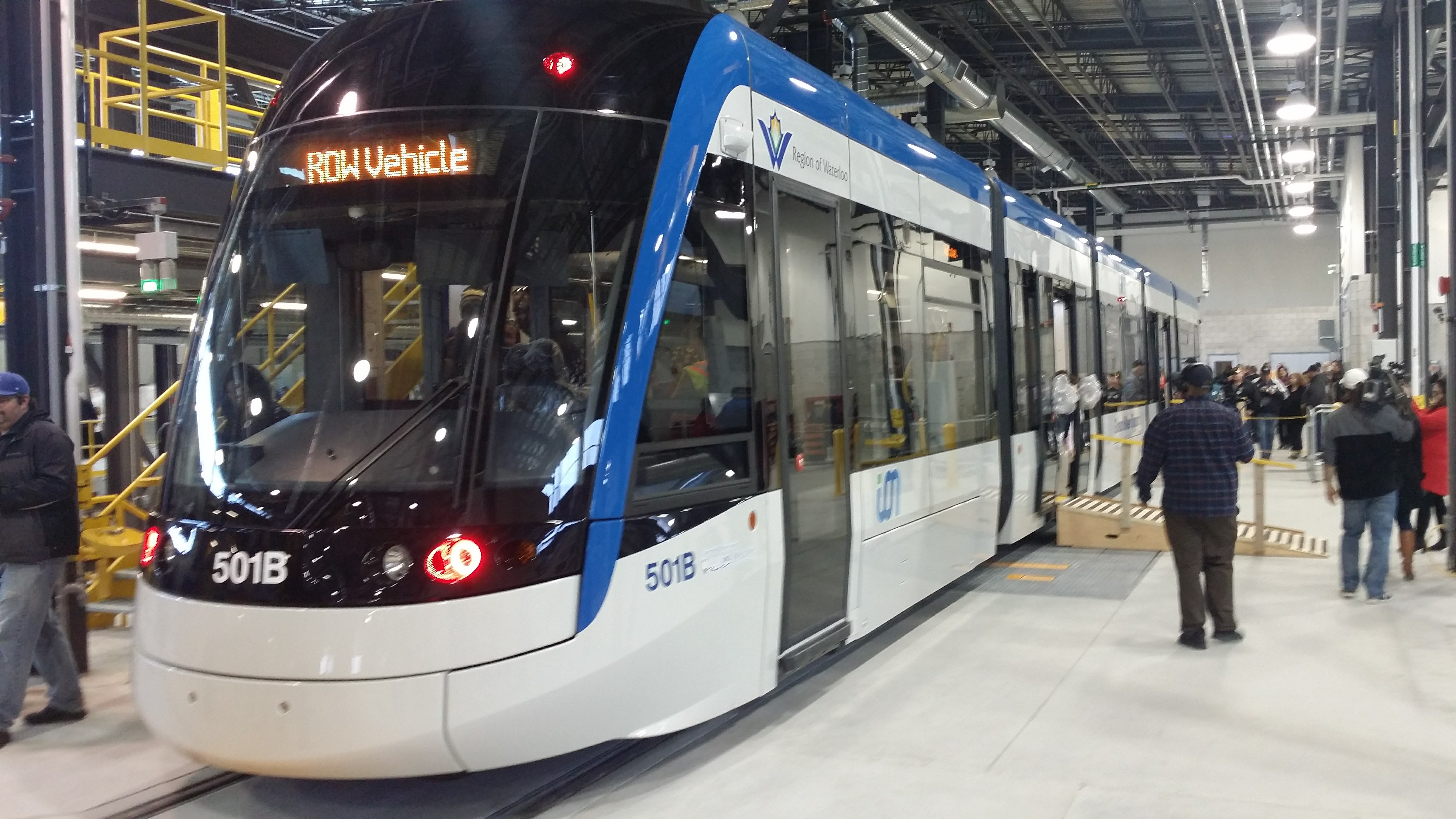
導入車両のフレキシティー・フリーダム
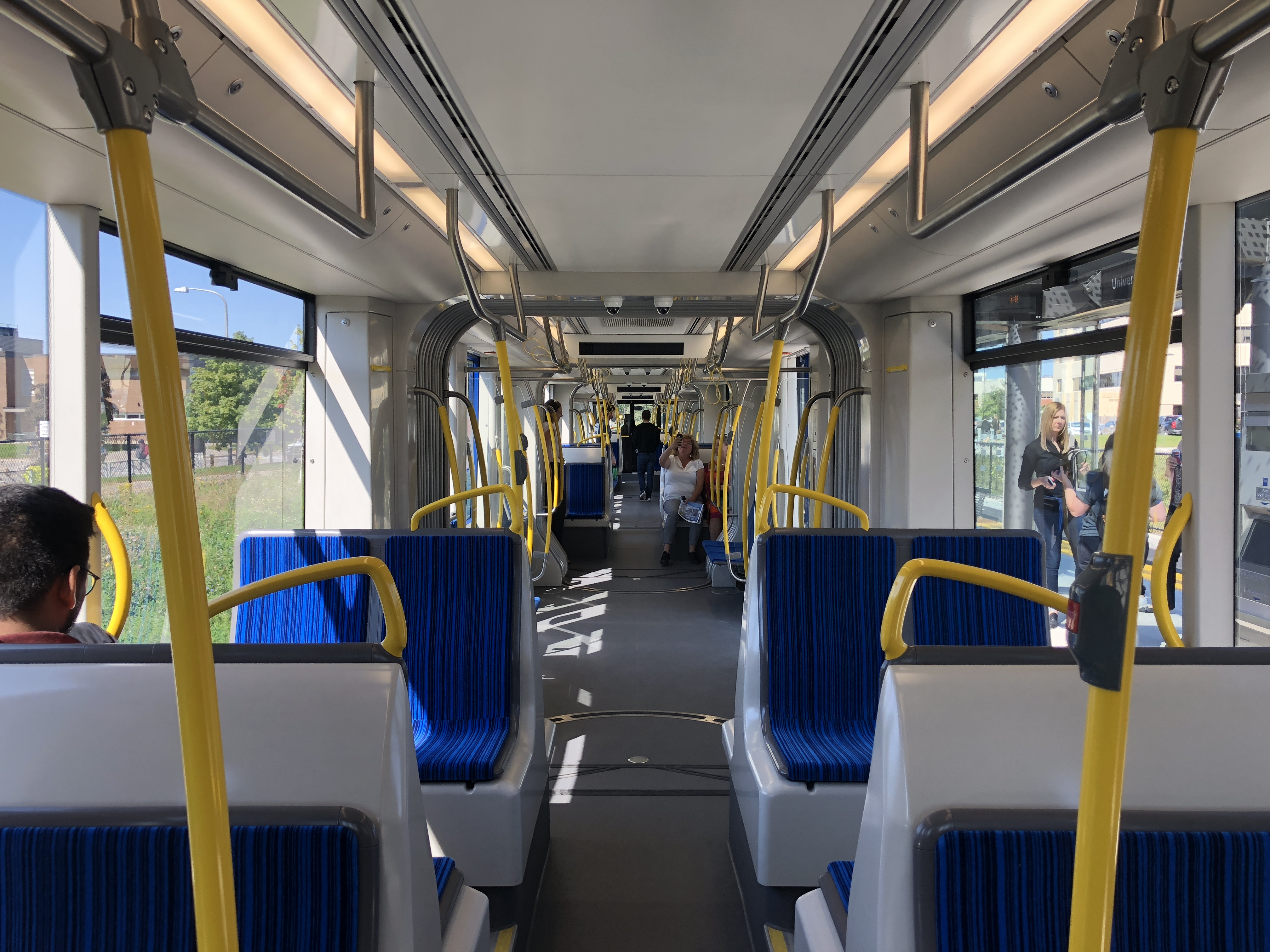
フレキシーフリーダムの車内
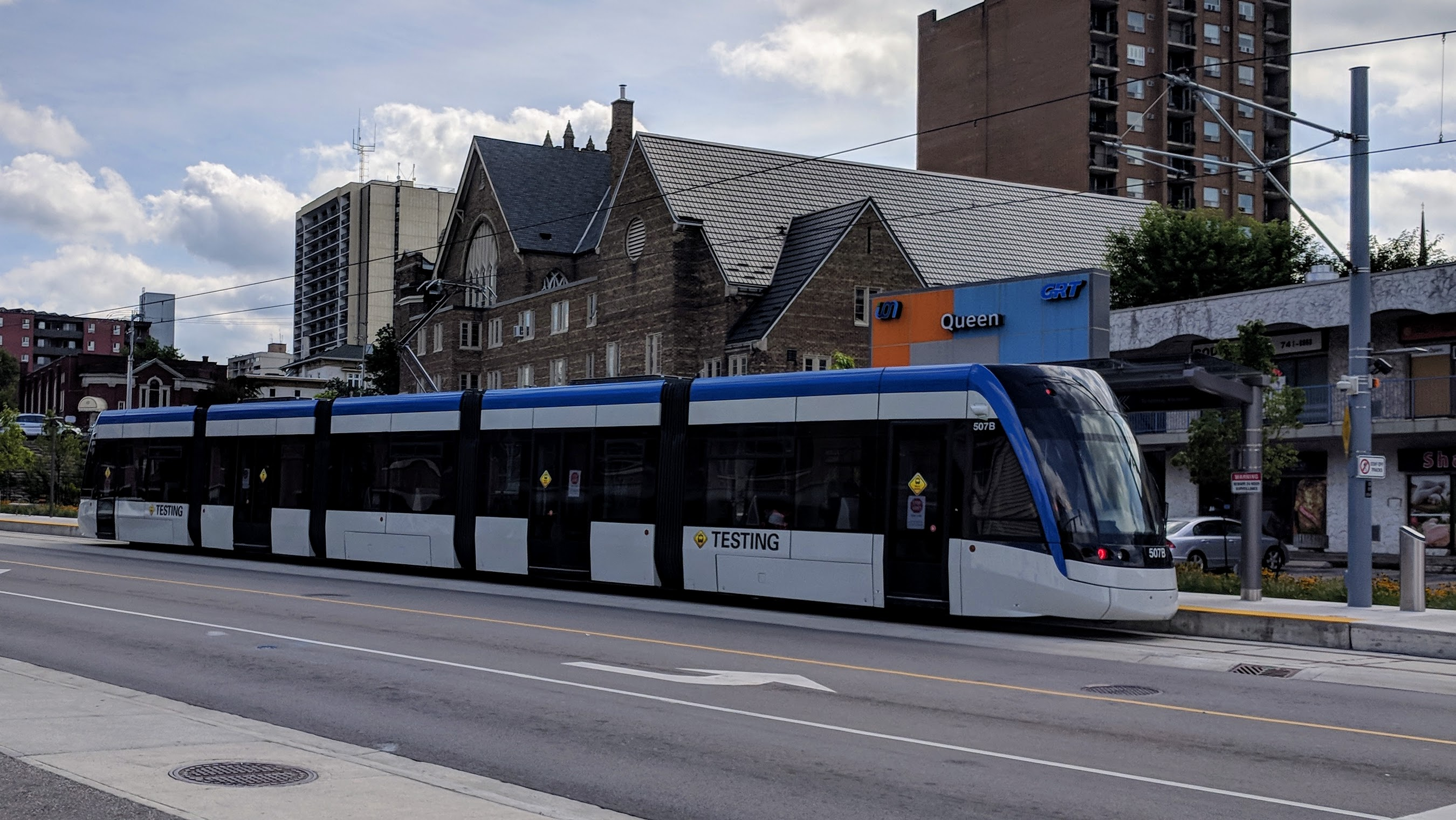
クィーン駅に停まるフレキシーフリーダム
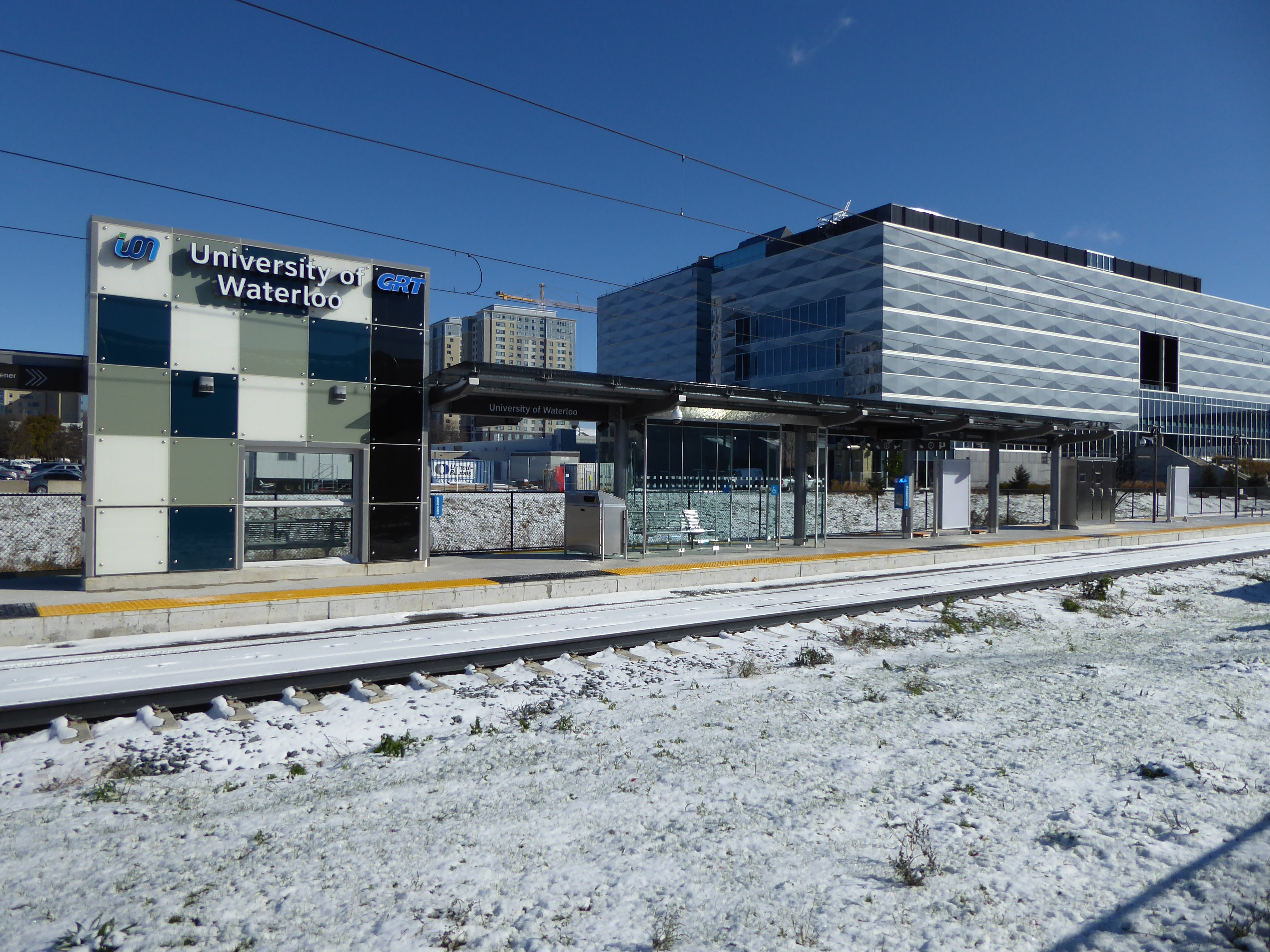
ウォータールー大学駅
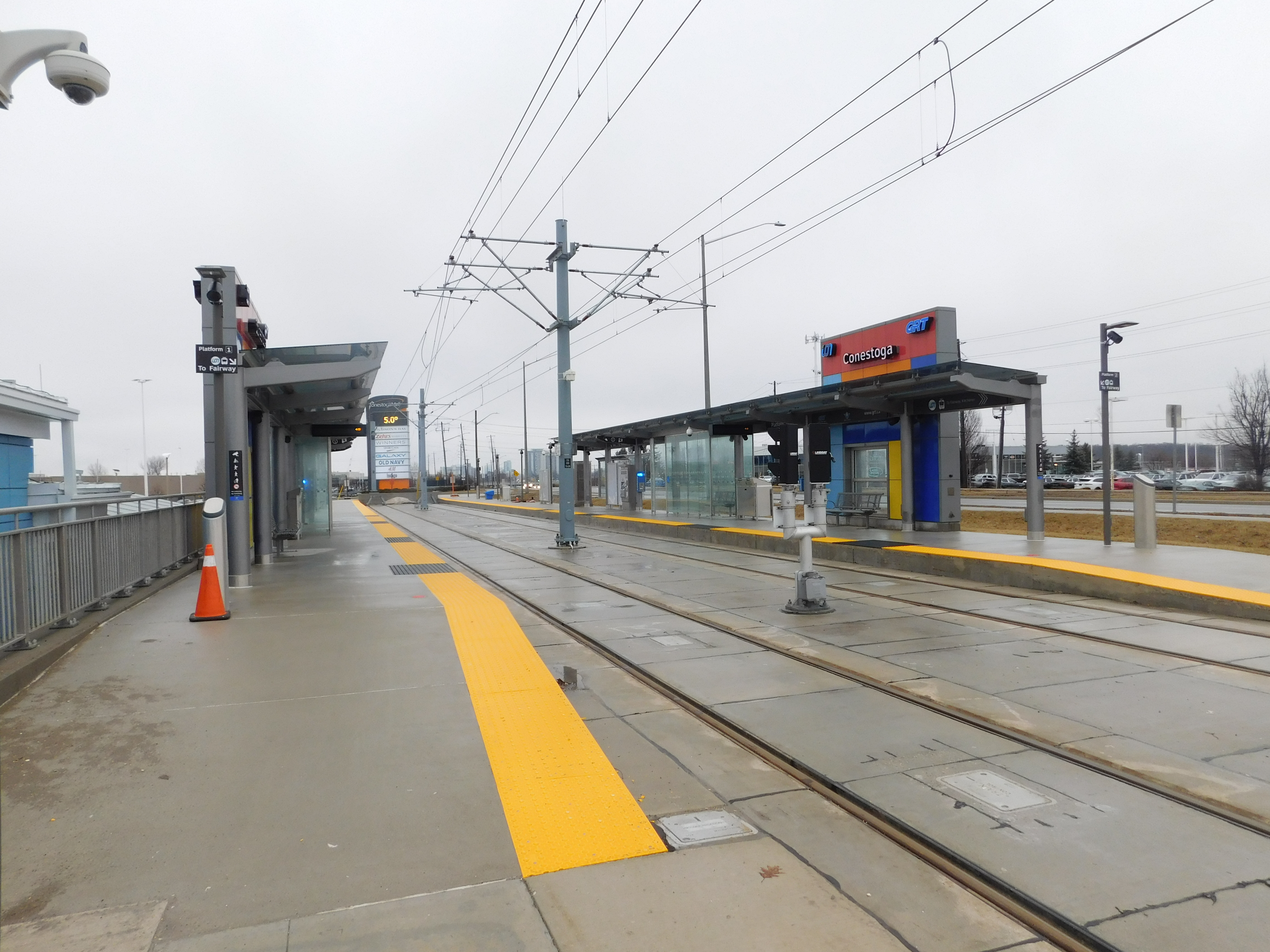
コネストガ駅
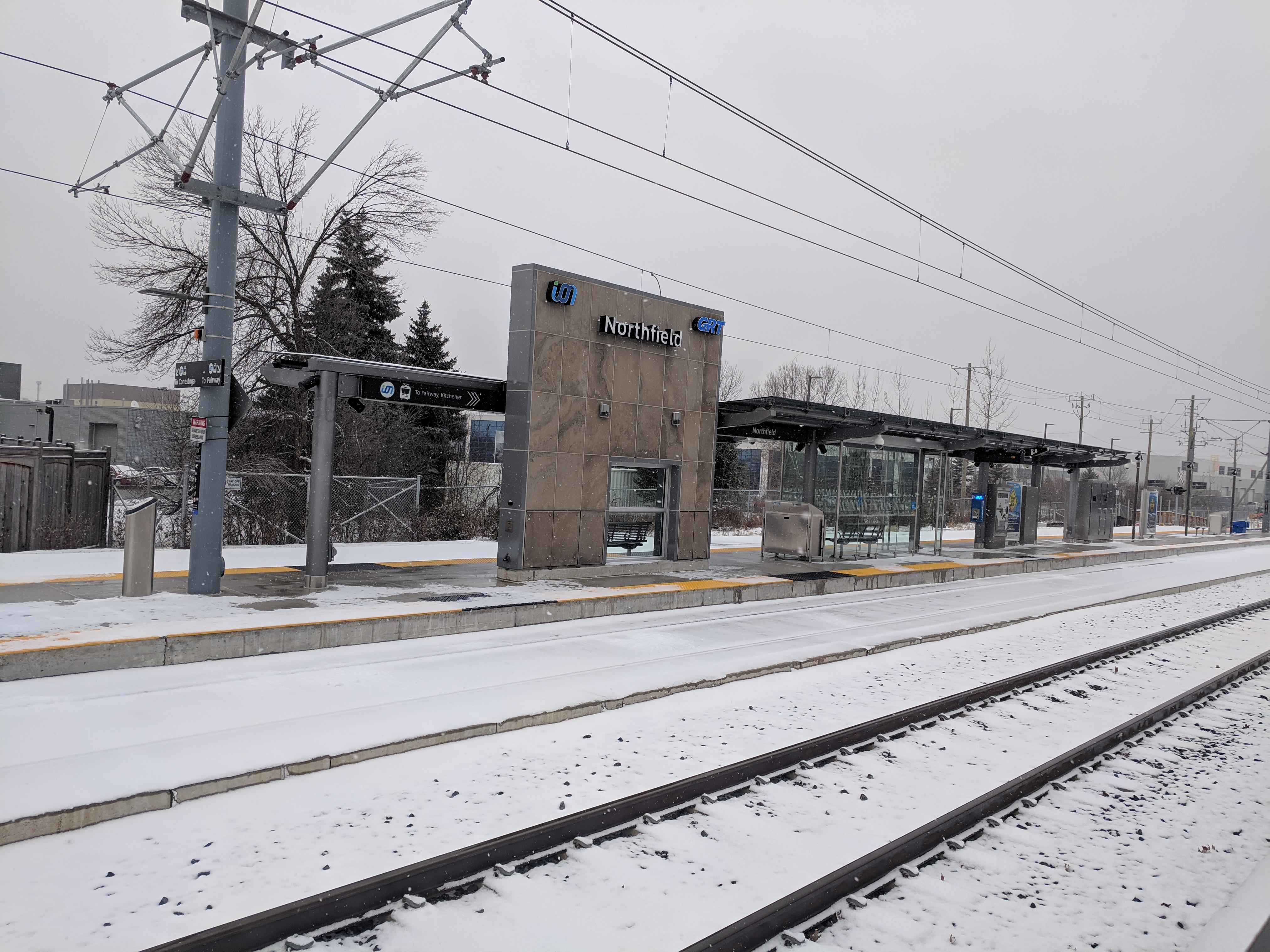
ノースフィールド駅
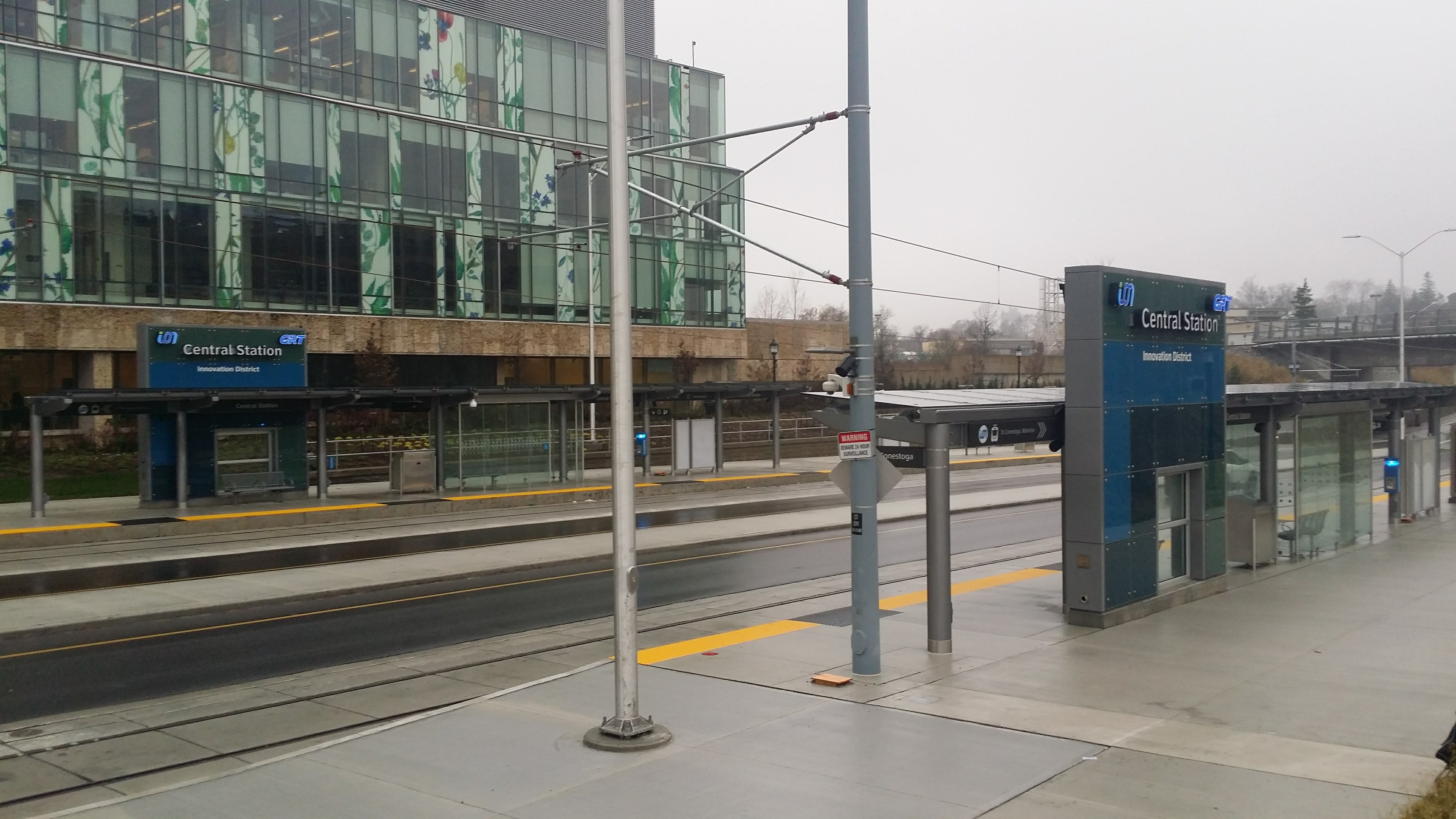
将来的にはVIA鉄道駅との乗換駅となるキッチナー中央駅
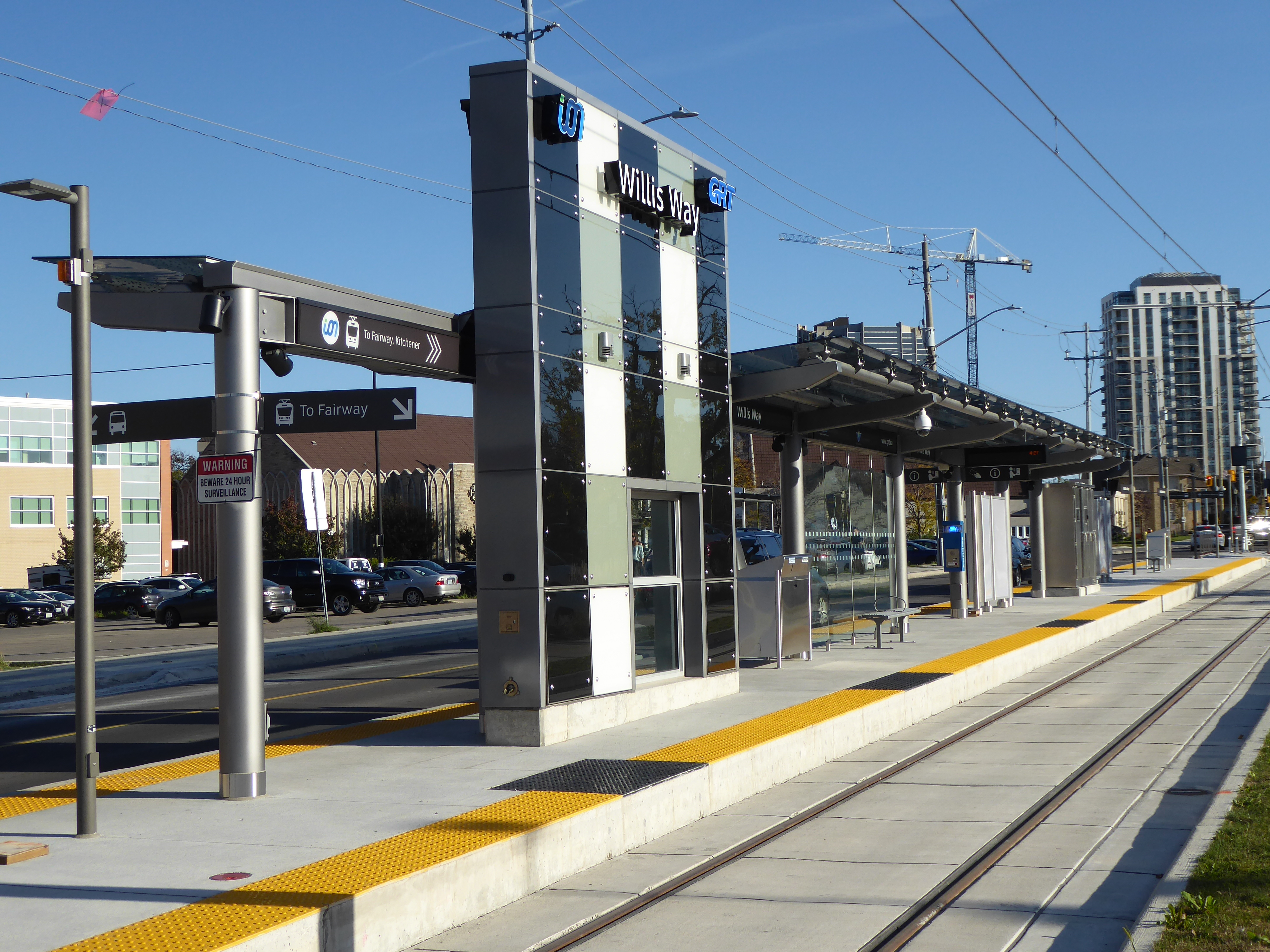
ウィリス通り駅
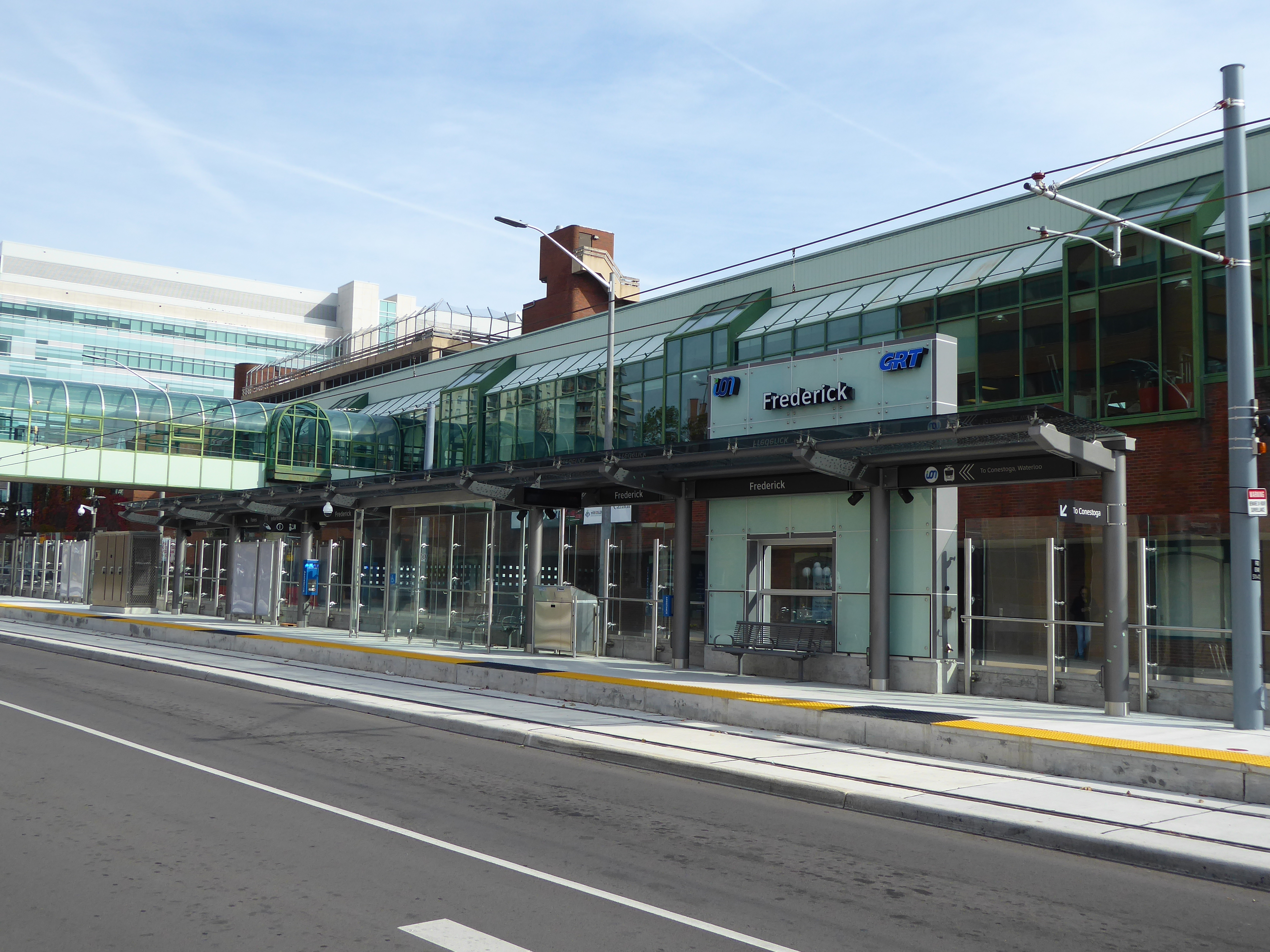
フレデリック駅
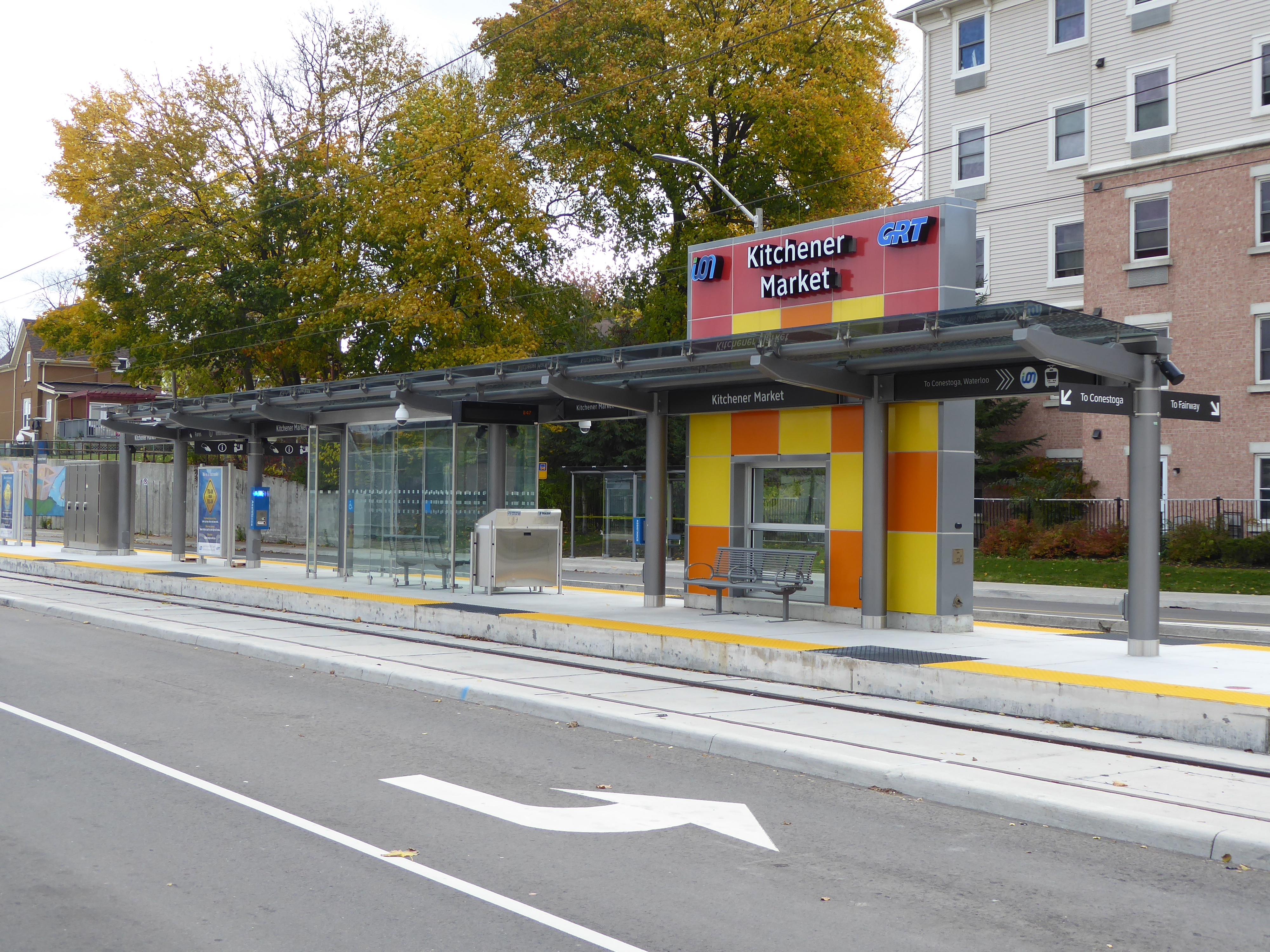
キッチナー・マーケット駅